# Israel Chemicals
Israel Chemicals (hebrejsky: כימיקלים לישראל, Chemikalim le-Jisra'el, zkratka ICL) je izraelská firma.

## Popis
Jde o globální firmu chemického průmyslu. Působí na šesti kontinentech a zaměstnává přes 11 000 lidí. V roce 2010 její tržby dosáhly 5,7 miliardy amerických dolarů. Sestává ze tří základních složek: ICL Fertilizers, ICL Industrial Products a ICL Performance Products. Vyrábí průmyslová hnojiva, potravinová aditiva nebo suroviny pro kosmetický a farmaceutický průmysl. Provozuje komplex průmyslových závodů Dead Sea Works u Mrtvého moře.
Je obchodována na Telavivské burze cenných papírů a je zařazena do indexu TA-25. Hlavními akcionáři je Israel Corporation (52,34 %) a PotashCorp Agricultural Society (ovládaná Potash Corporation of Saskatchewan) (13,87 %). Zbytek tvoří institucionální a veřejní akcionáři. Prezidentem společnosti je Nir Gil'ad. Podle dat z roku 2010 byla firma Israel Chemicals druhým největším podnikem chemického a těžebního průmyslu v Izraeli podle tržeb.